# AN/SPS-67
L'AN/SPS-67 est un système radar de recherche/navigation à ondes de surface bidimensionnel à courte portée qui offre des capacités de détection et de suivi de surface très précises et limitées pour les vols à basse altitude.

## Variantes

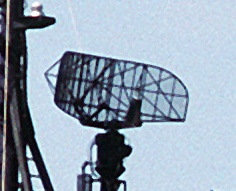
Antenne AN/SPS-10 similaire à celles utilisées à l'origine par le SPS-67.

- AN/SPS-67(V)1 – Remplacement de l'AN/SPS-10 utilisant une antenne -10.
- AN/SPS-67(V)2 – Antenne à réseau linéaire améliorée et précision de roulement accrue par rapport à l'original.
- AN/SPS-67(V)3 – Utilisé sur les destroyers de la classe Arleigh Burke Flight I et comprend la détection automatique numérique de cible (ATD), le mode poursuite pendant le balayage (TWS) et l'indicateur de cible mobile (DMTI).
- AN/SPS-67(V)4 – Utilise une antenne de type guide d'ondes à fentes[1].
- AN/SPS-67(V)5 – Utilisé sur les destroyers de la classe Arleigh Burke Flights II et suivants. Par rapport aux variantes précédentes, il offre des capacités de détection et de suivi plus modernisées, peut prendre en charge les engagements avec des armes à feu et offre des performances améliorées dans les environnements côtiers[2].